# Большой удодовый жаворонок
Большой удодовый жаворонок, или пустынный жаворонок, или пестрокрылый пустынный жаворонок (лат. Alaemon alaudipes), — вид птиц из семейства жаворонковых (Alaudidae). Обитает в Африке и в Азии. Предпочитает пустыни.

## Описание
Один из более крупных видов жаворонков. Ноги длинные, тело стройное, клюв загнут вниз. Бледные красновато-желтые птицы. Длина тела до 22 см.

## Биология
Было замечено, что эти птицы питаются плодовыми телами некоторых грибов. Во время дневного зноя могут прятаться в норах ящериц из рода Uromastyx.

## Классификация и ареал
Международный союз орнитологов выделяет 4 подвида:
- Alaemon alaudipes alaudipes (Desfontaines, 1789) — Северная Африка: от юга Марокко и Мавритании до Синайского полуострова;
- Alaemon alaudipes boavistae Hartert, 1917 — Кабо-Верде;
- Alaemon alaudipes desertorum (Stanley, 1814) — от северо-востока Судана и севера Сомали до центра Саудовской Аравии и юга Йемена;
- Alaemon alaudipes doriae (Salvadori, 1868) — от востока Саудовской Аравии, Ирак, Иран, до северо-запада Индии.